# Felinformation under Gazakriget

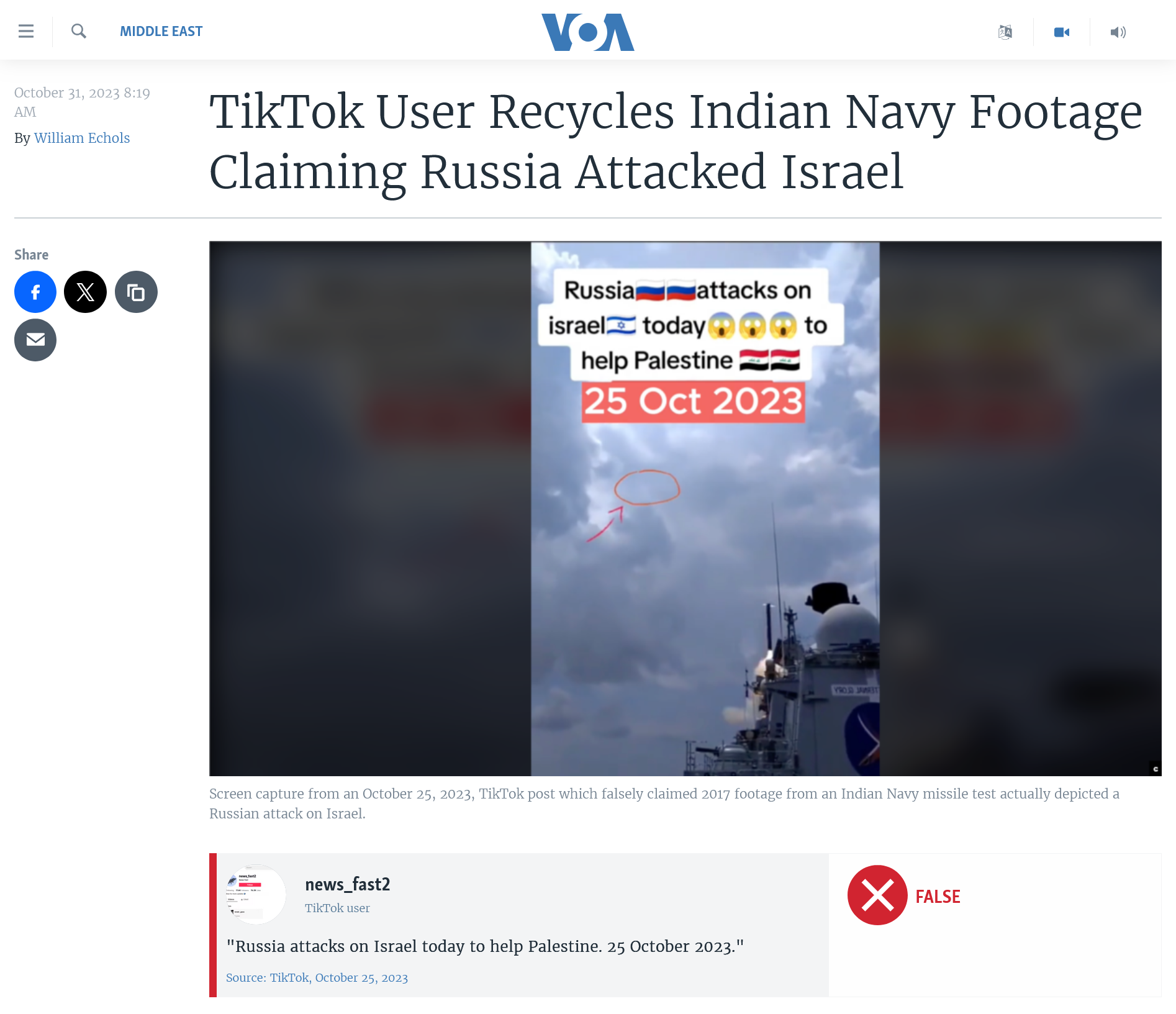
En faktagranskning av VOA som motbevisar ett påstående om att Ryssland hade attackerat Israel i oktober 2023, vilket också motbevisades av Reuters.

Felaktig information och desinformation som involverar distribution av falsk, felaktig eller på annat sätt vilseledande information har varit ett framträdande och allestädes närvarande inslag under Gazakriget. En stor del av innehållet har haft viral spridning och cirkulerat online med tiotals miljoner inlägg på sociala medier. Flera olika aktörer, såsom myndighetspersoner, medieorganisationer och sociala medieinfluencers från olika länder, har bidragit till spridningen av dessa felaktigheter och osanningar.
The New York Times beskrev inledningen av Gazakriget som en "flod av onlinepropaganda och desinformation" som var "större än något tidigare". Konflikten beskrevs som "snabbt på väg att bli ett världskrig online" och rapporten angav att Ryssland, Kina, Iran och deras ombud använde statligt kontrollerade medier samt hemliga påverkanskampanjer på sociala medier för att stödja Hamas, undergräva Israel, kritisera USA och skapa oroligheter. James Rubin från det amerikanska utrikesdepartementets Global Engagement Center kallade bevakningen av konflikten för att den svepts in i "ett odeklarerat informationskrig med auktoritära länder".
Under konflikten har den israeliska regeringen tillsammans med israeliska cyberföretag använt artificiell intelligens (AI) och botfarmar för att sprida desinformation samt grafiskt, känslomässigt laddat och falskt propaganda innehåll. Syftet har varit att avhumanisera palestinier, skapa splittring bland Palestinas anhängare och utöva påtryckningar på politiker att stödja Israels handlingar. Intercept rapporterade att: "I centrum för Israels informationskrigskampanj står ett taktiskt uppdrag att avhumanisera palestinier och översvämma den offentliga debatten med en ström av falska, ogrundade och overifierbara anklagelser." En sådan hemlig kampanj beställdes av Israels ministerium för diasporafrågor. Ministeriet avsatte cirka 2 miljoner dollar till operationen och använde det politiska marknadsföringsföretaget Stoic med säte i Tel Aviv för att genomföra den, enligt tjänstemän och dokument som granskats av New York Times. Efter attacken den 7 oktober startade en kampanj som fortfarande var aktiv på X (tidigare Twitter) vid tiden för New York Times rapport i juni 2024. Under kampanjens mest intensiva fas användes hundratals falska konton som utgav sig för att vara amerikaner på X, Facebook och Instagram för att publicera pro-israeliska kommentarer. Kampanjen riktade sig särskilt mot amerikanska lagstiftare, med fokus på svarta demokrater såsom Hakeem Jeffries, minoritetsledaren i representanthuset från New York, och Raphael Warnock, senator från Georgia. För många av inläggen användes ChatGPT för att generera innehåll. Kampanjen inkluderade även skapandet av tre falska engelskspråkiga nyhetssajter som publicerade pro-israeliska artiklar. I november 2024 noterade en rapport från en FN-kommitté att västerländska sociala medieföretag oproportionerligt ofta tog bort innehåll som visade solidaritet med det palestinska folket jämfört med innehåll som främjade våld mot palestinier.
I april 2025 rapporterade Drop Site News, med hänvisning till data och dokument som läckts av visselblåsare och flera oberoende källor från Meta, att Meta Platforms har engagerat sig i Crackdown gällande inlägg som är kritiska mot Israel eller visar stöd till det palestinska folket. Drop Sites data visade att Meta har uppfyllt 94 % av den israeliska regeringens begäranden om nedtagning sedan Gazakrigets början, där Israel är den största upphovsmannen till begäranden om nedtagning globalt. Ytterligare 38,8 miljoner inlägg på Facebook och Instagram togs automatiskt bort, tystades bort eller så förbjöds deras författare, enligt Drop Site, för att tysta kritiken mot Israel.

## Om attacken den 7 oktober
Den 7 oktober 2023 hävdade biträdande chefen för Hamas politiska byrå, Saleh al-Arouri (baserad i Libanon), att Qassambrigaderna hade "tillfångatagit högre officerare från ockupationsarmén " i attackerna den 7 oktober. Ett rykte cirkulerade på sociala medier om att en av dessa officerare var generalmajor Nimrod Aloni, befälhavare för den israeliska djupkåren, baserat på ett fotografi av en man som liknade honom när han gripits av oidentifierade beväpnade män. Ett persiskt inlägg från Israels försvarsmakt (IDF) citerade ett inlägg om hans tillfångatagande från Tasnim News Agency och skrev "Tasnim: Distributörer av falska nyheter om IRGC " utan att vare sig förneka eller bekräfta tillfångatagandet av Aloni. Aloni sågs senare den 8 oktober när han deltog i ett möte med högt uppsatta israeliska militärtjänstemän.
En israelisk pojke och hans systrar som dödades under Hamas attack mot kibbutz Nir Oz den 7 oktober har falskeligen anklagats för att vara "krisskådespelare".
Ett foto som delats av Israel som påstås visa det förkolnade liket av ett spädbarn påstods av många på sociala medier ha genererats av AI, baserat på AI-detektorn "AI or Not". Påståendet upprepades av Al Jazeera Arabic. Företaget bakom "AI or Not" sa senare att resultatet var ett falskt positivt resultat orsakat av bildens komprimering och suddiga namnetikett; flera experter som tittade på fotot fann att det var äkta. Andra användare på sociala medier hävdade, baserat på ett 4chan -inlägg, att bilden hade ändrats från ett liknande foto av en hund, även om forskaren Tina Nikoukhah fann att det faktiskt var hundbilden som troligen har "förfalskats med hjälp av generativa metoder".
Den frivilliga ambulanssjukvårdar- och räddningsgruppen ZAKA började samla in kroppar omedelbart efter Hamasattackerna, medan IDF undvek att skicka ut soldater från Home Front Command som har tränats för att noggrant hämta och dokumentera mänskliga kvarlevor i situationer efter terrorism. Soldater från Home Front Command och volontärer från andra organisationer anklagade ZAKA-volontärer för att sprida skräckhistorier om grymheter som inte ägt rum i egen marknadsföringssyfte, samt för att "släppa känsliga och grafiska foton för att chockera människor till att donera" och annat oprofessionellt beteende. Times of Israel rapporterade att "En volontär från en annan organisation berättade för Haaretz att ZAKA också dubbelförpackade kroppar i sina egna väskor efter att de redan hade placerats i IDF:s eller andra organisationers väskor, vilket skapade en röra på högkvarteret när kropparna placerades i fel avdelningar." Haaretz rapporterade att denna dubbelförpackning gjordes i egenreklamsyfte: "På attackplatserna var frågan inte bara vad man skulle fotografera utan också exakt vad man skulle visa. I vissa fall sågs volontärer från Zaka förpacka kroppar som redan var inslagna i IDF:s väskor. Den nya väskan visade tydligt Zaka-logotypen."

### Anklagelser om halshuggning
I kölvattnet av Hamas första angrepp sa vittnen från israeliska soldater, israeliska styrkor och den israeliska räddningstjänstorganisationen ZAKA på den fransk-israeliska TV-kanalen i24news att de hade sett kropparna av halshuggna spädbarn på platsen för massakern i Kfar Aza. Under USA:s utrikesminister Antony Blinkens besök i Israel sa han att han fick se bilder på Hamas massaker på israeliska civila och soldater, och särskilt att han såg halshuggna IDF-soldater. USA:s president Joe Biden sade separat att han hade sett fotografiska bevis på terrorister som halshuggit barn, men Vita huset förtydligade senare att Biden anspelade på nyhetsrapporter om halshuggningar, vilka inte har innehållit eller hänvisat till fotografiska bevis. NBC News kallade rapporter om "40 halshuggna spädbarn" obekräftade anklagelser och tillade att de verkade "komma från israeliska soldater och personer med koppling till Israels försvarsmakt". De tillade också att "en israelisk tjänsteman berättade för CNN att regeringen inte hade bekräftat påståenden om halshuggningar". Anklagelsen "härstammade huvudsakligen från ett viralt israeliskt nyhetsklipp" och de huvudsakliga X/Twitter -kontona som spred påståendena var i24NEWS och Israels officiella konto, trots att den israeliska försvarstalespersonen Doron Spielman berättade för NBC News att han inte kunde bekräfta i24NEWS rapport. Den 12 oktober hade CNN granskat innehåll i onlinemedier noggrant för att verifiera Hamasrelaterade grymheter, men funnit inga bevis som stöder påståenden om halshuggna barn.

### Anklagelser om sexuellt våld
AP rapporterade att två ZAKA-volontärer lämnade falska uppgifter om sexuellt våld och våldtäkt den 7 oktober. Chaim Otmazgin, en befälhavare inom ZAKA, uppgav att han funnit en våldtagen kvinna eftersom hennes byxor var neddragna under midjan. Han visade bilder för Associated Press som en del av sitt vittnesmål. Senare framkom det dock att kroppen låg i den positionen eftersom den hade släpats runt av israeliska soldater i syfte att kontrollera om den befann sig på en försummad plats. Otmazgin uppgav att han offentligt rättade sig själv efter att ha fått kännedom om vad som faktiskt hade inträffat.
Medlemmar i ZAKA, inklusive Otmazgin och Simcha Greiniman, hävdade att de hade foton som föreställer könsstympning, inklusive spikar och knivar insatta i ljumsken och könsorganen. Dessa delades med FN:s generalsekreterarens särskilda representant för sexuellt våld i konflikter, Pramila Pattens, undersökningsuppdrag, samt NBC News. Båda drog slutsatsen att dessa påståenden inte kunde verifieras baserat på de tillhandahållna bilderna. Pattens rapport drar dock slutsatsen att även om den exakta omfattningen av sexuellt våld inte kan fastställas, inträffade minst fem våldtäkter den 7 oktober.
Angående påståenden som kopplade palestinska militanter till sexuella övergrepp den 7 oktober har The Times påpekat att utredningar har hindrats av "falsk och vilseledande information" som spridits av "högt uppsatta [israeliska] politiska personer och regeringskopplade civila aktivister". En FN-rapport om dessa anklagelser har konstaterat att israeliska myndigheter inte har kunnat lägga fram de bevis som politiker hävdat existerade.

#### Påstående om mördad gravid kvinna med borttaget foster
Yossi Landau, en annan ZAKA-volontär, hävdade att han hittade en gravid kvinna dödad med ett foster borttaget ur hennes livmoder. Detta visade sig också vara falskt. Landau erbjöd sig att visa Al Jazeera -journalister bilder av händelsen, men hade inga bilder som kunde identifiera den scen han beskrev.
Kort efter den 7 oktober inrättade Cochav Elkayam-Levy, juridisk expert vid Davis Institute for International Relations vid Hebreiska universitetet i Jerusalem, tidigare regeringsjurist i Israel, tidigare medlem av den militära talespersonens enhet och nära medarbetare till premiärminister Netanyahu, Civilkommissionen för Hamas brott mot kvinnor och barn den 7 oktober. Kommissionens syfte var att ge offren och deras familjer en röst. I juni 2024 rapporterade The Times att Elkayam-Levy spred en "motbevisad historia" om en "gravid kvinna och hennes slaktade foster", samtidigt som hon cirkulerade "fotografier av mördade kvinnliga soldater som visade sig vara bilder av kurdiska krigare i Syrien". The Times tillade: "Elkayam-Levy har ändå förblivit den mest framträdande offentliga rösten i frågan om det sexuella våldet den 7 oktober och vann landets högsta civila utmärkelse, Israelpriset, i april."

### Påstående om död bebis i ugn
I ett tal till Republikanska judiska koalitionen den 28 oktober hävdade Eli Beer, grundare av den israeliska volontärbaserade akutmedicinska gruppen United Hatzalah, att Hamas hade bränt ett spädbarn levande i en ugn. Han tillskrev påståendet en volontär från United Hatzalah; en av dem, Asher Moskowitz, framförde också påståendet offentligt. Det upprepades av journalisten Dovid Efune, kommentatorn John Podhoretz och andra, i tweets som setts över 10 miljoner gånger. Israeliska journalister och polis fann inga bevis för påståendet, och en representant för ZAKA, en räddningsorganisation, sa att påståendet var "falskt".

### Konspirationsteorier om "falsk flagga"
Hamas attack mot Israel den 7 oktober har varit föremål för olika konspirationsteorier. Dessa teorier påstår att attacken, som ledde till cirka 1 200 dödsfall i Israel, var en falskflaggoperation utförd av Israel självt, trots omfattande bevis från flera källor, däribland inspelningar från smartphones och GoPro-kameror som dokumenterade hur Hamasstyrkor korsade gränsen.
Denna felaktiga information har spridits på olika sociala medieplattformar, där användningen av hashtaggar som kopplar Israel till "falsk flagg"-operationer har ökat avsevärt. Spridningen av dessa osanna påståenden har inte varit begränsad till digitala forum utan har även förekommit i verkliga sammanhang, såsom kommunfullmäktigemöten och offentliga protester, där personer öppet har förnekat fakta kring attacken.
Forskare och ledare inom den judiska gemenskapen har uttryckt oro över sambanden mellan dessa konspirationsteorier och förnekelse av Förintelsen samt andra antisemitiska övertygelser. Förnekelsen av attackerna den 7 oktober beskrivs som en del av ett större mönster av felinformation som syftar till att förvränga historiska händelser och främja antisemitiska berättelser.
En annan ogrundad konspirationsteori som uppstod efter Hamasattacken den 7 oktober påstår att den israeliska regeringen, i synnerhet premiärminister Benjamin Netanyahu, hade förhandskännedom om attacken. Vissa påstår till och med att Netanyahu utfärdade en "stand-down"-order till den israeliska militären. Ursprungligen verkar denna teori ha fått spridning genom Charlie Kirk, en högerextrem influencer och anhängare av USA:s president Donald Trump, vars uttalanden i en podcast bidrog till att sprida dessa påståenden. Teorin baseras dock enbart på Kirks personliga spekulationer. Trots avsaknaden av bevis har teorin haft visst inflytande i vissa kretsar, särskilt bland dem som är kritiska till Netanyahus ledarskap och israelisk politik.

### Annan falsk information
Konton på sociala medier baserade i Indien har spridit pro-israelisk desinformation, där influencers felaktigt har framställt videor som påstås visa skolflickor som tas som sexslavar eller Hamas som kidnappar ett judiskt spädbarn. Indiska Twitterkonton spred en video som tagits ur sitt sammanhang och påstods visa "dussintals unga flickor som tagits som sexslavar av en 'palestinsk' krigare", men som troligen i själva verket visade en skolresa till Jerusalem. Ett annat klipp, som främst delades av indiska användare, påstods visa ett kidnappat spädbarn; videon hade dock spelats in en månad tidigare och saknade koppling till Gaza. Faktagranskaren Pratik Sinha uppgav att "den indiska högern har gjort Indien till världens desinformationshuvudstad". Denna utveckling utgör en del av ett bredare mönster av falska nyheter i Indien med en islamofobisk vinkling, däribland desinformation om palestinier spridd av BJP IT Cell, en avdelning inom Indiens regeringsparti BJP.
Islamiska republiken Irans radiostation publicerade bilder på tillfångatagandet av befälhavare i Nagorno-Karabach av den azerbajdzjanska armén i september 2023 som tillfångatagandet av israeliska befälhavare av Hamas.

## Om Gazakriget

### Imitationer
Efter explosionen på Al-Ahli Arab Hospital publicerade ett X-konto, som påstod sig tillhöra en Al Jazeerajournalist, en video som påstods visa en "Hamas-missillandning på sjukhuset". Al Jazeera förtydligade senare att kontot inte hade någon koppling till dem, och kontot togs därefter bort. Ett annat X-konto som förespråkade pro-Kreml-felinformation hävdade att Wall Street Journal hade rapporterat att explosionen orsakades av en Mark 84-bomb men att Wall Street Journal inte hade publicerat någon sådan rapport.
I november 2023 blev en video viral som till synes visade en sjuksköterska vid Al Shifa-sjukhuset. I videon påstod kvinnan att hon inte kunde behandla patienter eftersom Hamas hade tagit över hela sjukhuset samt stulit bränsle och medicin, och avslutade med en vädjan till alla palestinier att lämna Al Shifa. Många reagerade snabbt genom att ifrågasätta videons trovärdighet, då ingen av de dokumenterade läkarna eller sjuksköterskorna på sjukhuset kände igen kvinnan. Det rapporterades även att hon talade med israelisk accent och inte kunde uttrycka sig tydligt på arabiska. Dessutom, enligt Esther Chan från RMIT FactLabs CrossCheck, hade en analys av öppen källkodsutredare fastställt att videon sannolikt var manipulerad för att artificiellt inkludera falska ljud av explosioner. Videon publicerades ursprungligen på Israels utrikesministeriums arabiska Twitterkonto och publicerades av Edward Haïm Cohen Halala, som har rapporterat kopplingar till den israeliska regeringen och har en populär närvaro på sociala medier med en arabisk följarskara.

### Sexuellt våld
Den 25 mars 2024 tog al-Jazira bort en video med en kvinna vid namn Jamila al-Hissi, som påstod att israeliska soldater under belägringen av al-Shifa-sjukhuset hade "våldtagit kvinnor, kidnappat kvinnor, avrättat kvinnor och dragit fram döda kroppar under spillrorna för att släppa lös sina hundar på dem". Al-Jaziras tidigare verkställande direktör, Yasser Abu Hilalah, skrev på plattformen X att "Hamas utredningar avslöjade att historien om våldtäkten av kvinnor på Shifa-sjukhuset var påhittad". Abu Hilalah rapporterade vidare att al-Hissi hade sagt att hon "rättfärdigade sin överdrift och sitt felaktiga tal genom att säga att målet var att väcka nationens glöd och broderskap".

### Rapporter om dödsfall från Gazas hälsoministerium
Siffrorna från Gazas hälsoministerium (GHM) används av de flesta humanitära organisationer och citeras ofta i mediekällor. De betraktas som tillförlitliga av många experter och har verifierats av flera oberoende organ, men har ifrågasatts av israeliska och amerikanska myndigheter. Analyser som ifrågasätter GHM-siffrorna har i sin tur avvisats av experter.
Abraham Wyner, en professor i statistik i Pennsylvania, skrev i Tablet att siffrorna för GHM:s olyckor var "förfalskade". Wyners artikel analyserades av professor Joshua Loftus vid London School of Economics, som drog slutsatsen att Wyners artikel var "ett av de värsta missbruken av statistik jag någonsin sett". Columbia -professorn Les Roberts sa att GHM-siffrorna var korrekta och förmodligen till och med en underskattning. Wyners huvudargument var att antalet dödsfall per dag från 26 oktober till 10 november är 270 med "påfallande liten variation". CalTech- statistikern Lior Pachter svarade att Wyner hade valt ut en specifik period, utanför vilken variansen var högre; och även inom Wyners valda tidsram hade de dagliga dödsfallen en standardavvikelse på 42,25 och en varians på 1 785. Wyner sade också att det fanns särdrag i uppgifterna, såsom en stark negativ korrelation mellan det dagliga antalet dödsfall bland män och kvinnor. Som svar citerade James Joyner, professor i marinkåren, en åsikt som gick ut på att GHM uppdaterar totala dödsfall omedelbart, men att det finns en fördröjning i uppdateringen av andelen kvinnor och barn, vilket gör tidskorrelationer "meningslösa".
I oktober 2024 publicerade forskargruppen Action on Armed Violence (AOAV) en rapport baserad på Gazas hälsoministeriums senaste data, där de drog slutsatsen att minst 74 procent av de vid den tidpunkten 40 717 dödsfallen i Gaza som identifierats av ministeriet var civila. Rapporten angav också att detta sannolikt utgör en underskattning. Den 13 december 2024 publicerade Andrew Fox från Henry Jackson Society en rapport där han hävdade att Gazas hälsovårdsministerium hade överdrivit antalet civila dödsfall orsakade av israeliska attacker. Enligt rapporten fanns betydande fel i uppgifterna, där män registrerades som kvinnor, vuxna som barn och naturliga dödsfall räknades som dödsfall orsakade av israeliska attacker. Dessa felaktigheter påstods ha införts med avsikt för att öka antalet civila dödsfall. Professor Michael Spagat från AOAV svarade med att påpeka att sådana fel var marginella och slumpmässiga, eftersom Fox endast identifierade två vuxna som registrerats som barn, tre "naturliga dödsfall" och felklassificerade sexfall, vilket påverkar 0,5 procent av de totala siffrorna. Dessutom gick dessa fel åt båda håll i ungefär samma omfattning; 67 män var listade som kvinnor och 49 kvinnor som män, och åldersjusteringarna var spridda över kön och ålderskategorier. Spagat drog därför slutsatsen att dessa fel utgör rutinmässiga och mindre beräkningsfel som inte påverkar Gazas hälsoministeriums övergripande data om civila dödsfall.
I januari 2025 publicerades en expertgranskad analys i den medicinska tidskriften The Lancet, som undersökte dödsfall på grund av traumatiska skador under Gazakriget mellan oktober 2023 och den 30 juni 2024. Analysen uppskattade att över 70 000 personer hade avlidit till följd av traumatiska skador i oktober 2024, varav 59,1 procent var kvinnor, barn och äldre. Studien noterade även att resultaten sannolikt underskattar den fulla effekten av den militära operationen i Gaza, eftersom de inte inkluderar icke-traumarelaterade dödsfall som orsakats av störningar i hälso- och sjukvården, osäker livsmedelsförsörjning samt brist på vatten och sanitet.

### Desinformationskampanjer
Enligt informationssäkerhetsexperter som intervjuats av New York Times har Iran, Ryssland, Kina, Irans ombud, al-Qaida och Islamiska staten genomfört omfattande desinformationskampanjer online med fokus på att undergräva Israel samtidigt som de förtalar Israels främsta allierade, USA. Forskare har dokumenterat minst 40 000 botar eller falska konton på sociala medier samt strategisk användning av statskontrollerade medier som RT, Sputnik och Tasnim. En analys av Haaretz visade att hundratals falska konton på sociala medier riktade sig mot lagstiftare inom Demokraterna med spammeddelanden som upprepade anklagelser från den israeliska regeringen relaterade till UNRWA och Hamas.
En rysk desinformationskampanj känd som Doppelgänger har spridit falsk information om kriget med hjälp av falska webbplatser som imiterar utseendet på nyhetskällor som Fox News, Le Parisien och Der Spiegel.
I juni 2024 avslöjades att Israels ministerium för diasporafrågor hade betalat 2 miljoner dollar till det israeliska politiska konsultföretaget Stoic för att genomföra en kampanj på sociala medier. Kampanjen, som drevs av falska konton och ofta innehöll felinformation, riktades mot 128 amerikanska kongressledamöter, med särskilt fokus på demokratiska och afroamerikanska ledamöter i representanthuset. Webbplatser skapades även för att förse unga, progressiva amerikaner med nyheter om Gaza med en pro-israelisk inriktning. Bland kampanjens mål fanns att förstärka israeliska attacker mot anställda vid UNRWA samt att skapa splittring mellan palestinier och afroamerikaner för att förhindra solidaritet mellan de två grupperna. Kampanjen riktade sig även mot människor i Kanada, där islamofobiskt innehåll spreds som smutskastade kanadensiska muslimer och antydde att pro-palestinska demonstranter syftade till att införa sharialagar. Dessutom skickades meddelanden till människor i Gulfstaterna där humanitär omsorg om palestinier beskrevs som en slösaktig distraktion från lokala angelägenheter.

### Andra falska och felaktigt framställda videor
Enligt New York Times är många bilder och videor som cirkulerar på sociala medier och som utger sig för att vara från Gazakriget i själva verket från andra konflikter, såsom det syriska inbördeskriget; och till och med från naturkatastrofer, såsom en nyligen inträffad översvämning i Tadzjikistan. Pro-Hamas-rapporter har också felaktigt framställt bilder från det syriska inbördeskriget som att de visar barn som dödas i Gaza.
En video från en CNN-sändning från nära gränsen mellan Israel och Gaza med ljud som antydde att nätverket hade fejkat en attack blev viral på sociala medier.
Under krigets tidiga skeden delades en video som beskrevs som "Hamas avrättar människor genom att kasta dem från ett tak på en byggnad!" flitigt på sociala medier. Men videon avbildade inte Hamas, eller någon annan grupp baserad i Palestina, det var en felaktigt framställd video av ISIS i Irak, från 2015. En rapport från Al Arabiya från juli 2015, som innehöll identiska bilder och ursprungligen delades av ISIS, visade avrättningen av fyra homosexuella män av ISIS i Fallujah i Irak.
I februari 2024 publicerade Israels officiella X-konto en 30 sekunder lång video som listade det humanitära bistånd som man påstod sig ha tillhandahållit Gaza. Videon innehöll dock bilder på tält och utrustning som egentligen filmats i mars 2022 och visade ett läger i Moldavien för ukrainska flyktingar. Samma konto raderade senare videon och uppgav att "fotot var i illustrativt syfte och vi borde ha angett det i videon".
Videor som falskeligen kopplades till kriget inkluderade en video av barn i burar som publicerades den 4 oktober, bilder från 2020 av iranska lagstiftare som skanderar "Död åt Amerika", och foton av Kairotornet i Egypten som verkar vara upplyst med den palestinska flaggan spridda på sociala medier, vilket visade sig vara en modifierad version av tornet från 2010. Filmmaterial från videospelet Arma 3 har presenterats som krigsfilmer.
Den 8 oktober delades en video som påstås visa Hamas tacka Ukraina för att ha försett dem med vapen av ett X-konto kopplat till den ryska Wagnergruppen. Den visades över 300 000 gånger och delades av amerikanska högerextrema konton. Nästa dag twittrade den tidigare ryske presidenten Dmitrij Medvedev : "Nåväl, Nato- vänner, ni har verkligen koll, eller hur? Vapnen som överlämnats till nazistregimen i Ukraina används nu aktivt mot Israel." Den 10 oktober publicerades en video som falskeligen påstods vara producerad av BBC och hävdade att den undersökande webbplatsen Bellingcat bekräftade vapenförsäljning mellan Ukraina och Hamas. Både BBC och Bellingcat förnekade äktheten i videon och avvisade påståendet som falskt.
Användare på sociala medier på båda sidor av kriget delade bakom kulisserna- bilder av en skådespelare som låg i falskt blod från en palestinsk kortfilm från 2022 och hävdade att det var bevis på att den andra sidan skapade propaganda. En video av egyptiska fallskärmsjägare som flyger över den egyptiska militärakademin, som falskeligen påstods visa Hamasmilitanter som infiltrerar en israelisk musikfestival, blev viral på X i Indonesien.
En AI-genererad video av modellen Bella Hadid som påstås be om ursäkt för sina tidigare uttalanden och uttrycka stöd för Israel cirkulerade på sociala medier.

### Annan falsk information
Virala påståenden om att IDF hade förstört Gazas kyrka Sankt Porphyrius den 9 oktober motbevisades av kyrkan. Därefter drabbade ett israeliskt flyganfall kyrkan den 19 oktober och dödade 18 personer.
I oktober 2023 avslöjade experter på desinformation ett konto på X som spred falska rapporter om att Qatar hotade att avbryta sin gasexport ifall Israel fortsatte sina bombningar av Gazaremsan.

### Påståenden från israeliska tjänstemän och armén

#### Israels offentliga diplomati
Israels offentliga diplomati, känd som hasbara, är landets ansträngningar att kommunicera direkt med medborgare i andra nationer för att informera och påverka deras uppfattningar, i syfte att få stöd eller tolerans för den israeliska regeringens strategiska mål. Hasbara introducerades formellt i det sionistiska ordförrådet av Nahum Sokolow. Hasbara (Hebreiska הסברא) har ingen direkt engelsk översättning, men betyder ungefär "förklara". Det är en kommunikativ strategi som "försöker förklara handlingar, oavsett om de är berättigade eller inte". Eftersom hasbara fokuserar på att ge förklaringar till ens handlingar har den kallats en "reaktiv och händelsestyrd metod". År 2003 kallade Ron Schleifer hasbara för "en positivt klingande synonym för 'propaganda'".
Under Gazakriget har den israeliska regeringen och israeliska cyberföretag använt verktyg för artificiell intelligens (AI) och botfarmar för att sprida desinformation och grafisk, känsloladdad och falsk propaganda. I The Intercept skrev den undersökande journalisten Jeremy Scahill: "I centrum för Israels informationskrigskampanj står ett taktiskt uppdrag att avhumanisera palestinier och att översvämma den offentliga debatten med en ström av falska, ogrundade och overifierbara anklagelser." Han tillade att "Israels hasbarakampanj påminner om Bush-administrationens månadslånga karneval av lögner, sanerade och främjade av stora medier, om påstådda massförstörelsevapen i Irak." Den brittiske akademikern Paul Rogers skrev för openDemocracy: "Israel måste upprätthålla förevändningen av ett ordnat krig med få civila döda. Netanyahus regering ljuger, men det vore naivt att förvänta sig något annat. Att ljuga är vad många mäktiga stater rutinmässigt gör, särskilt i krigstid."
I juni 2024 avslöjades att Israels ministerium för diasporafrågor hade betalat 2 miljoner dollar till det israeliska politiska konsultföretaget Stoic för att genomföra en kampanj på sociala medier. Kampanjen, som drevs av falska konton och ofta innehöll felinformation, riktades mot amerikanska kongressledamöter, med särskilt fokus på demokratiska och afroamerikanska ledamöter i representanthuset. Webbplatser skapades även för att förse unga, progressiva amerikaner med Gaza-nyheter med en pro-israelisk inriktning.

#### Felaktig och desinformation
Vid flera tillfällen har analyser påpekat problem med påståenden från den israeliska försvarsmakten (IDF). I oktober 2023 publicerade Financial Times en analys av ett bombangrepp mot palestinier som evakuerade Gaza City, där man konstaterade att "de flesta förklaringar förutom en israelisk attack" kunde uteslutas, trots att IDF lade skulden för attacken på palestinska militanter.
I oktober 2023, kort efter explosionen på Al-Ahli Arab Hospital, publicerade israeliska källor ljudinspelningar som påstods visa två Hamas-militanter i ett telefonsamtal där de tog på sig ansvaret för dådet och skyllde på en trasig raket. BBC och CNN sa att de inte kunde verifiera inspelningen. Brittiska Channel 4 News rapporterade om en kriminalteknisk analys av det påstådda Hamas-operativa ljudklippet som släppts av IDF, och drog slutsatsen att det var digitalt manipulerat. Två arabiskspråkiga journalister sa att inspelningen inte verkade autentisk, eftersom "språket, accenten, dialekten, syntaxen och tonen" inte var trovärdiga. Channel 4 News rapporterade också om en preliminär ljudanalys som utförts av ett ljudanalysföretag som heter Earshot, vilken drog slutsatsen att ljudinspelningen hade redigerats för att slå samman två kanaler som spelats in separat, en för varje högtalare. I november 2023 visade en analys gjord av BBC att en video som släpptes av den israeliska militären efter belägringen av Al-Shifa-sjukhuset hade redigerats trots IDF:s påståenden om motsatsen.
Den 4 december 2023 rapporterade Haaretz om israeliska påståenden om halshuggna spädbarn och uppgav att dessa "obekräftade berättelser [hade] spridits av israeliska sök- och räddningsgrupper, arméofficerare och till och med Sara Netanyahu". Haaretz -journalisterna Nir Hasson och Liza Rozovsky redogjorde för kronologin i nyhetsinslagen om "halshuggna spädbarn" och "hängda spädbarn" och drog slutsatsen att "denna historia är falsk". De citerade Ishay Coen, journalist för den ultraortodoxa webbplatsen Kikar HaShabbat, som erkände att han begått ett misstag genom att utan tvekan acceptera IDF:s uttalanden. ”Varför skulle en arméofficer hitta på en så fruktansvärd historia?”, frågade Hashabbat och tillade: ”Jag hade fel.”
I december 2023 bekräftade en analys av The Washington Post rapporter från Human Rights Watch om att Israel hade använt vit fosfor i en attack mot Libanon, vilket direkt motsäger IDF:s uppfattning. I januari 2024, efter att en israelisk flygattack dödat journalisten Hamza Dahdouh, kallade IDF Dahdouh för en "misstänkt" som blev påkörd medan han körde med en "terrorist"; The Washington Post fann dock "inga tecken på att någon av männen agerade som något annat än journalister den dagen".
Efter att rapporter spridits om att en mor och dotter dödats av israeliska krypskyttar i december 2023 i en kyrka där ett antal palestinska kristna sökte skydd, förnekade den israeliska armén att de hade attackerat området. De hävdade istället att det fanns Hamas-aktivitet i dess närhet och att israeliska soldater sköt tillbaka. Katolska tjänstemän samt den brittiska parlamentsledamoten Layla Moran, som hade kontakt med flyktingar i kyrkan, uppgav däremot att inga palestinska stridande fanns i området och att de två kvinnorna hade dödats av den israeliska armén, vilken även hindrade flyktingarna från att lämna platsen.
I november 2023 publicerade den israeliska försvarsmakten (IDF) en video där Daniel Hagari visades inne på Al-Rantisi barnsjukhus. I videon hävdade han att IDF hade funnit Hamas vapen och teknologi samt en "lista över terroristnamn" på arabiska med titeln "Operation Al-Aqsa Flood", som enligt påståendet visade varje agents schema för bevakning av gisslan. En översättning av dokumentet visade dock att det inte innehöll några namn, utan istället var en kalender med veckodagarna. Efter att påståendets sanningsenlighet ifrågasatts, backade en israelisk talesperson, men CNN tog bort segmentet men lämnade ingen redaktörsanteckning som bekräftade ändringen eller tvisten kring den ursprungliga videon.
Angående massakern i Flour i mars 2024, enligt en CNN- utredning, " Mark Regev, den israeliske premiärministerns särskilda rådgivare, inledningsvis berättade för CNN att israeliska styrkor inte hade varit inblandade." IDF sa dock strax efter att "soldater inte hade skjutit direkt mot palestinier som sökte hjälp, utan snarare avlossat 'varningsskott' i luften." Al-Jazeera rapporterade bevis på ett "stort antal" skottskador från ett FN-team, medicinsk personal och vittnen. New York Times rapporterade också att vittnesmålen skilde sig från den israeliska militärens berättelse som beskrev omfattande skjutningar efter att tusentals samlats runt hjälplastbilar. IDF:s drönarbilder redigerar bort händelserna, vilket får folkmassorna att skingras, och avvisar en CNN- begäran om att få tillgång till hela det oredigerade materialet. CNN:s utredning ifrågasätter andra IDF-påståenden, såsom tidpunkten för skjutningen. Flera dagar efter attacken uppgav en senior krishanteringsrådgivare på Amnesty International: "Det finns konkreta bevis som motsäger de uttalanden som gjorts av de israeliska myndigheterna".
Efter att ha bombat ett tältläger i Rafah i ett område som Israel hade utsett till en säker zon" för civila, vilket dödade 45 personer, berättade israeliska tjänstemän inledningsvis för sina amerikanska motsvarigheter att de trodde att deras flyganfall antände en närliggande bränsletank, vilket skapade en stor brand. I en video sa en icke namngiven Gazansk berättare att explosionen orsakades av en "Hamas-jeep lastad med vapen". Senare föreslog IDF att ett militantlager innehållande ammunition eller "något annat material" i området orsakade branden. De släppte också ett arabiskt telefonsamtal där de tydligt säger att den israeliska missilen inte var ansvarig för branden, att branden orsakades av sekundära explosioner och att sekundärexplosionerna kom från ett ammunitionslager. James Cavanaugh, en specialist som arbetade på ATF, sade dock att branden inte tydde på "något gigantiskt lager som exploderade". New York Times tittade på ett flertal videor och fann inga bevis för att en betydande sekundär explosion hade antänts.
Den israeliska armén förnekade ansvaret för mordet på den 5-åriga Hind Rajab, hennes familj samt ambulanssjukvårdare från Palestinska Röda Halvmånen som skickats för att rädda henne. Armén uppgav att deras styrkor inte befann sig inom skjuthåll den dag flickan avled. Både Al Jazeera och The Washington Post drog däremot slutsatsen, baserat på undersökningar av satellitbilder, att israeliska pansarfordon faktiskt fanns i området vid den aktuella tidpunkten.
I mars 2025 dödade Israel 15 ambulanssjukvårdare från Palestinska Röda Halvmånen och begravde dem i en massgrav tillsammans med deras ambulanser. IDF hävdade inledningsvis att "flera fordon identifierades när de misstänksamt närmade sig IDF-trupper utan strålkastare eller nödsignaler, och deras rörelser var inte samordnade i förväg. Därför öppnade IDF-trupper eld mot de misstänkta fordonen." Men efter att videobevis framkommit som visade att ambulanserna var tydligt markerade och använde både strålkastare och blinkande nödljus, kallade IDF deras ursprungliga berättelse "felaktig".
Den 19 mars 2025 attackerade Israel ett FN-gästhus i Deir al-Balah, vilket resulterade i att en FN-anställd dödades. Israel förnekade initialt att ha genomfört attacken, men erkände senare ansvaret i april 2025.

#### Overifierad information
I andra fall har israeliska styrkors påståenden ifrågasatts baserat på en uppenbar brist på bevis. I december 2023 uppgav Israel att det fanns ett Hamas-tunnelnätverk kopplat till Al-Shifa-sjukhuset ; en rapport från The Washington Post fann dock att "Det finns inga bevis för att tunnlarna kunde nås inifrån sjukhusavdelningar". Under krigets gång rättfärdigades upprepade israeliska attacker mot sjukhus av den israeliska militärens påståenden att sjukhusen användes av militanter. Associated Press uppgav dock att de efter månader av utredningar fann att Israel hade lämnat "lite eller till och med inga bevis" för en betydande militant närvaro nära al-Awda-, Indonesia- eller Kamal Adwan -sjukhusen före deras räder.
I januari 2024 hävdade Israel att 12 UNRWA-anställda hade deltagit i attacken mot Israel den 7 oktober; Financial Times, Sky News, Channel 4 och andra nyhetskanaler uppgav dock alla att Israels påståenden inte bevisades av de underrättelsedokument de granskade.
I februari 2024 uppgav den israeliska försvarsmakten (IDF) att Hamas hade stulit humanitärt bistånd. David M. Satterfield, en högt uppsatt amerikansk sändebud, uttalade sig däremot och sade att det inte fanns några bevis som stödde Israels påståenden.
I juli 2024 publicerade Bild och Jewish Chronicle artiklar baserade på vad de hävdade var interna Hamas-dokument, vilka påstod att Hamasledaren Yahya Sinwar motsatte sig ett vapenvila i Gaza och använde förhandlingar som psykologisk krigföring. Dokumenten visade sig senare vara förfalskade, och fyra israeler, inklusive en medhjälpare till premiärminister Netanyahu, greps för förfalskning och spridning av dem. De falska dokumenten hävdade även att Sinwar planerade att smuggla sig själv och israeliska gisslan genom Philadelphia-korridoren till Egypten. Vid den tidpunkten vägrade Netanyahu att dra tillbaka israeliska styrkor från området och påstod felaktigt att det var Hamas, inte Israel, som saboterade förhandlingarna om eldupphör.
I september 2024 meddelade den israeliska försvarsmakten (IDF) att de inlett en utredning angående spridningen av förfalskade Hamas-dokument som läckt ut till internationell press, vilket tydligen syftade till att påverka den israeliska opinionen mot ett vapenviloavtal för gisslan.
I december 2024 rapporterade New York Times att minst 24 anställda vid UNRWA var medlemmar i Hamas eller den palestinska islamiska jihad-rörelsen, varav de flesta påstås tillhöra Hamas väpnade gren. Rapporten grundades på så kallade ”hemliga Hamas militära planer” som påstods identifiera skolor som strategiska platser. New York Times nämnde inte att liknande anklagelser tidigare hade motbevisats, men erkände att dokumenten, som tillhandahölls av den israeliska militären, inte kunde verifieras, och noterade att de liknade tidigare dokument från Hamas. När Drop Site News efterfrågade vilka dokument som avsågs, gav New York Times inget svar. UNRWA:s talesperson Tamara Alrifai kritiserade rapporteringen och menade att den bidrog till en bild av UNRWA som en Hamas-front, trots upprepade motbevisningar av sådana påståenden. Hon uppgav vidare att UNRWA årligen delar listor över sin personal i det ockuperade palestinska territoriet med den israeliska regeringen, och uttryckte förvåning över att en stat med en av världens mest avancerade underrättelse- och militära säkerhetsapparater inte hade uttryckt oro över personalen förrän kriget inleddes.

## Om Förenta nationerna
I februari 2024 uppgav Volker Türk, FN:s chef för mänskliga rättigheter, att FN hade varit föremål för desinformationsattacker och sade: "FN har blivit en åskledare för manipulativ propaganda och en syndabock för politiska misslyckanden."
FN :s generaldirektör António Guterres har anklagat Israel för att sprida felinformation om kriget i Gaza i ett försök att sänka FN:s trovärdighet. 
| "I've heard the same source many times saying that I never attacked Hamas, that I never condemned Hamas, that I am a supporter of Hamas. I asked for a statistic to be made by our colleagues. I have condemned Hamas 102 times, 51 of them in formal speeches. The others in different social platforms. So, I mean, the truth in the end always wins." United Nations Director-General Antonio Guterres. |

## I internationell politik
Ett falskt memo som påstods visa president Biden som godkände 8 miljarder dollar i bistånd till Israel cirkulerade på sociala medier och citerades i artiklar av de indiska nyhetskanalerna Firstpost och Oneindia.
I september 2024 anklagade CNN -värdarna Jake Tapper och Dana Bash falskeligen den amerikanska representanthusets ledamot Rashida Tlaib för att ha påstått att Michigans justitieminister Dana Nessel inte kunde utföra sitt jobb på grund av sin religion – något som Tlaib aldrig påstod. Bash och Tapper upprepade påståenden som Nessel först gjorde i ett inlägg på sociala medier där de kritiserade en rasistisk karikatyr som antydde att Tlaib var medlem i Hizbollah. Steve Neavling, journalisten från Metro Times som genomförde den ursprungliga intervjun med Tlaib, kallade anklagelserna mot henne för "falska".

## Rollen av sociala medieplattformar
Desinformation om kriget har spridit sig på sociala medieplattformar, särskilt X (tidigare känt som Twitter). Europeiska unionen varnade Elon Musk och Mark Zuckerberg för att X och Meta innehöll desinformation och olagligt innehåll om kriget, med potentiella böter på upp till 6 % av företagens globala intäkter enligt lagen om digitala tjänster.
Som svar på rapporterna berättade X:s VD Linda Yaccarino för EU:s inre marknadskommissionär Thierry Breton att de hade "vidtagit åtgärder för att ta bort eller märka tiotusentals innehåll" och tagit bort hundratals konton kopplade till Hamas.
Enligt NewsGuard "fick minst 14 falska påståenden relaterade till kriget 22 miljoner visningar på X, TikTok och Instagram inom tre dagar efter Hamas-attacken." Den 13 oktober inledde EU en utredning mot X om spridningen av desinformation och terrorisminnehåll relaterat till kriget.
Den 14 oktober uttalade sig Imran Ahmed, VD för Center for Countering Digital Hate, och rapporterade att organisationen hade observerat en ökning av insatser för att sprida falsk information om kriget. Han tillade att amerikanska motståndare, extremister, internettroll och så kallade engagemangsbönder utnyttjade konflikten för egen vinning. Graham Brookie, senior chef för Atlantic Councils Digital Forensic Research Lab, uppgav att hans team hade observerat en ökning av terroristpropaganda, grafiskt innehåll, falska eller vilseledande påståenden samt hatpropaganda, varav en stor del cirkulerade på plattformen Telegram. Ett Israelbaserat företag som analyserar sociala medier uppgav att ett av fem konton som deltar i samtal om Hamas attacker var falska, och tillade att de hade hittat cirka 40 000 sådana konton på X och TikTok.
Enligt David Klepper från Associated Press har bilder från Gazakriget tydligt och gripande illustrerat AI:s potential som ett verktyg för propaganda. Dessa teknologiskt skapade eller digitalt modifierade bilder har använts på sociala medier för att sprida falska påståenden om ansvar för offer eller för att vilseleda människor om grymheter som aldrig ägt rum.
New York Times beskrev starten av Gazakriget som en "flod av onlinepropaganda och desinformation" som var "större än något tidigare". Den beskrev konflikten som "snabbt på väg att bli ett världskrig online" och uppgav att Ryssland, Kina, Iran och dess ombud hade använt statliga medier och hemliga påverkanskampanjer på sociala medier för att stödja Hamas, undergräva Israel, kritisera USA och orsaka oroligheter. James Rubin från det amerikanska utrikesdepartementets Global Engagement Center kallade bevakningen av konflikten för att den svepts in i "ett odeklarerat informationskrig med auktoritära länder".

### X (tidigare Twitter)
Den 9 oktober sa X att det fanns fler än 50 miljoner inlägg på plattformen om konflikten. Elon Musk rekommenderade två konton som tidigare marknadsfört ett falskt påstående om en explosion nära Pentagon för uppdateringar om kriget.
Den 10 oktober upptäckte forskare att ett nätverk av 67 X-konton koordinerade en kampanj för att sprida falsk information om kriget. Kontona har publicerat nästan identiskt innehåll och delat falsk information med både pro-palestinska och pro-israeliska berättelser.
Enligt Wired har X:s faktakontrollsystem, Community Notes, i vissa fall bidragit till spridningen av desinformation snarare än att korrigera den. Som exempel nämndes en incident där en video uppladdad av Donald Trump Jr., som visade Hamas skjuta mot israeler, felaktigt taggades som en falsk video från flera år tillbaka, vilket illustrerar systemets opålitlighet. Falska konton som utgav sig för att vara BBC-journalister och The Jerusalem Post spred falsk information om kriget innan X stängde av dem.
Den 12 oktober rapporterade Tech Transparency Project att Hamas använde premiumkonton på X för att sprida propaganda. X sa att de har bannlyst Hamas och tagit bort hundratals konton med kopplingar till Hamas.
Den 13 oktober rapporterade Rebecca Rosman i radioprogrammet The World att desinformation på X genererade intäkter genom betalande verifierade användare som prioriterade "nytt innehåll" i sina rekommendationer, vilket ledde till miljontals visningar.
Enligt en rapport från NewsGuard den 19 oktober låg verifierade användare på X bakom 74 % av de 250 mest engagerade inläggen mellan 7 och 14 oktober som marknadsförde falsk eller ogrundad information om kriget. NewsGuard fann också att endast 79 av de 250 inläggen flaggades av Community Notes.
Den 28 oktober skrev kommentatorn Jackson Hinkle på X att Haaretz hade rapporterat att den israeliska regeringen överdrivit dödssiffran för Hamas attack mot Israel 2023. Haaretz uppgav att Hinkles inlägg "innehöll uppenbara lögner" och inte underbyggdes av deras rapportering om attacken. Hinkle hävdade också att bilden av ett judiskt spädbarn som brändes levande av Hamas den 7 oktober "skapades av artificiell intelligens". Han togs därefter bort från YouTube.
Den syriske YouTubern Maram Susli hävdade att bilder visade israeliska militärhelikoptrar som sköt mot israeler som flydde från massakern den 7 oktober vid supernovafestivalen, som bars av Hamas. Filmmaterialet visade sig dock vara från israeliska attacker mot Hamas positioner i Gaza tre dagar senare. Hon publicerade också ett fotografi på en kvinna som bar en leksaksbil nerför trapporna till en till stor del förstörd byggnad, vilket antydde att det var Gaza efter israeliska attacker. Bilden var faktiskt ett prisbelönt fotografi taget i Homs under det syriska inbördeskriget.
En undersökning utförd av ProPublica tillsammans med Columbia Universitys Tow Center for Digital Journalism visade att verifierade konton som spridit felinformation om konflikten upplevde en betydande ökning av sin publik under konfliktens första månad. Undersökningen konstaterade även att Community Notes inte hade skalats upp tillräckligt, då 80 % av de granskade tweets med motbevisad information saknade förtydligande anteckningar.

### TikTok
Den 12 oktober varnade EU TikTok för olagligt innehåll och desinformation på sin plattform. Den 15 oktober meddelade TikTok att de hade vidtagit åtgärder för att ta bort "innehåll och konton som strider mot lagen". Den sade också att den hade etablerat en kommandocentral för konflikten, uppdaterat sina automatiserade detekteringssystem för att upptäcka våldsamt innehåll och lagt till moderatorer som talar arabiska och hebreiska. En TikTok-video som marknadsförde konspirationsteorier om att Hamas attack hade orkestrerats av media visades över 300 000 gånger.
I mitten av november 2023 hävdade den republikanske representanten Mike Gallagher att TikTok "avsiktligt hjärntvättade" amerikansk ungdom till att stödja Hamas, med hänvisning till en ökning av pro-palestinskt innehåll efter utbrottet av fientligheter mellan Israel och Hamas. Som svar på kritiken utfärdade TikTok ett pressmeddelande den 20 november där de uppgav att yngre amerikaner, särskilt millennials och generation Z, tenderade att vara mer sympatiska mot palestinier än mot Israel, med hänvisning till Gallups opinionsundersökningar från 2010. TikTok hävdade också att dess algoritm var neutral och fungerade genom en positiv feedback-slinga baserad på användarengagemang. Företaget förnekade vidare att de gynnat "en sida av en fråga framför en annan" eller medvetet marknadsfört pro-palestinska hashtaggar som "#freepalestine", vilka hade fått 25,5 miljarder visningar den 14 november. Som jämförelse hade "#standwithisrael" fått 440,4 miljoner visningar. TikToks pressmeddelande angav också att de hade tagit bort 925 000 videor relaterade till konflikten för brott mot samhällsnormer, inklusive material som marknadsförde Hamas. De hade dessutom anställt moderatorer som talar flytande arabiska och hebreiska för att granska innehållet och börjat ta bort falska konton skapade som svar på Israel-Hamas-konflikten.
Enligt en rapport från TheMarker cirkulerade nynazistisk propaganda, antisemitiskt innehåll och uppmaningar till Israels förintelse på TikTok under hela kriget.

### Telegram
Al-Qassam-brigaderna, som är Hamas militära gren, hade vid tidpunkten för Hamas attack cirka 200 000 följare på Telegram. Enligt Digital Forensic Research Lab har deras följarskara sedan dess tredubblats, och deras inlägg har visats över 300 000 gånger. Digital Forensic Research Lab fann att Hamas förlitar sig på Telegram för att skicka uttalanden till sina anhängare.
Enligt den politiska analytikern och forskaren Arieh Kovler följer många israeler officiellt klingande Telegram-kanaler som sprider videor och overifierade rykten tagna ur sitt sammanhang.
I ett uttalande sa Telegram att de "utvärderade de bästa metoderna och ... inhämtade synpunkter från en mängd olika tredje parter" och att de ville vara "försiktiga så att de inte förvärrade den redan svåra situationen genom några hastiga åtgärder".

## Inverkan
I oktober 2023 uttalade sig Arma 3-utvecklaren Bohemia Interactive med följande: "Med tanke på de tragiska händelser som för närvarande äger rum i Mellanöstern anser vi att det är viktigt att återigen förtydliga vår ståndpunkt angående användningen av Arma 3 som källa för falska nyhetsbilder. Det är nedslående för oss att se spelet vi alla älskar användas på detta sätt. Trots att vi har funnit sätt att hantera problemet någorlunda effektivt genom nära samarbete med ledande faktagranskningsorganisationer, kan vi tyvärr inte helt eliminera det."
I november 2023 uttalade sig Imran Ahmed, verkställande direktör för Center for Countering Digital Hate, och sade att felinformation om kriget var lika svår att spåra som felinformation om COVID-19 och om USA:s presidentval 2020.
I januari 2024 sa McDonald's VD Chris Kempczinski: "Flera marknader i Mellanöstern och vissa utanför regionen upplever en betydande affärspåverkan på grund av kriget och den tillhörande felinformationen som påverkar varumärken som McDonald's." Bojkotterna började efter att McDonald's Israel meddelade att de hade donerat gratis måltider till IDF-soldater som var inblandade i kriget.
I februari 2024 uttalade sig Eliot Higgins, grundare av Bellingcat, och sade: "Jag anser att intensiteten i online-debatten kring Israel och Palestina är mycket värre än vad jag har sett i någon tidigare konflikt. Många människor försöker inte fastställa sanningen, utan söker i princip bara efter saker att kritisera varandra för på nätet. Det handlar egentligen om att människor argumenterar för sina egna ståndpunkter och åsikter snarare än att verkligen fastställa den exakta sanningen om vad som händer."
I ett uttalande om Israels beslut att inte tillåta utländska journalister in i Gaza sa FN: "Att neka internationella journalister inträde i Gaza tillåter desinformation och falska berättelser att frodas." Teknikchefen för Institutet för strategisk dialog sa: "Försvagningen av informationslandskapet undergräver publikens förmåga att skilja sanning från lögn i en fruktansvärd skala."

## Not
1. ↑  De falska påståendena om att spädbarn halshöggs under Hamas-attacken spreds inte bara av israeliska civila eller räddningsvolontärer, utan även av regeringen. Le Monde har uttalat: 'Israel har inte gjort något för att motverka detta och har oftare försökt utnyttja det än förneka det, vilket har eldat på anklagelser om mediemanipulation.'[120]